# Renault RE60
La Renault RE60 è una monoposto di Formula 1 costruita dalla casa automobilistica francese Renault per partecipare al campionato mondiale di Formula 1 del 1985. Venne progettata da Bernard Dudot e Jean-Claude Migeot.

## Descrizione

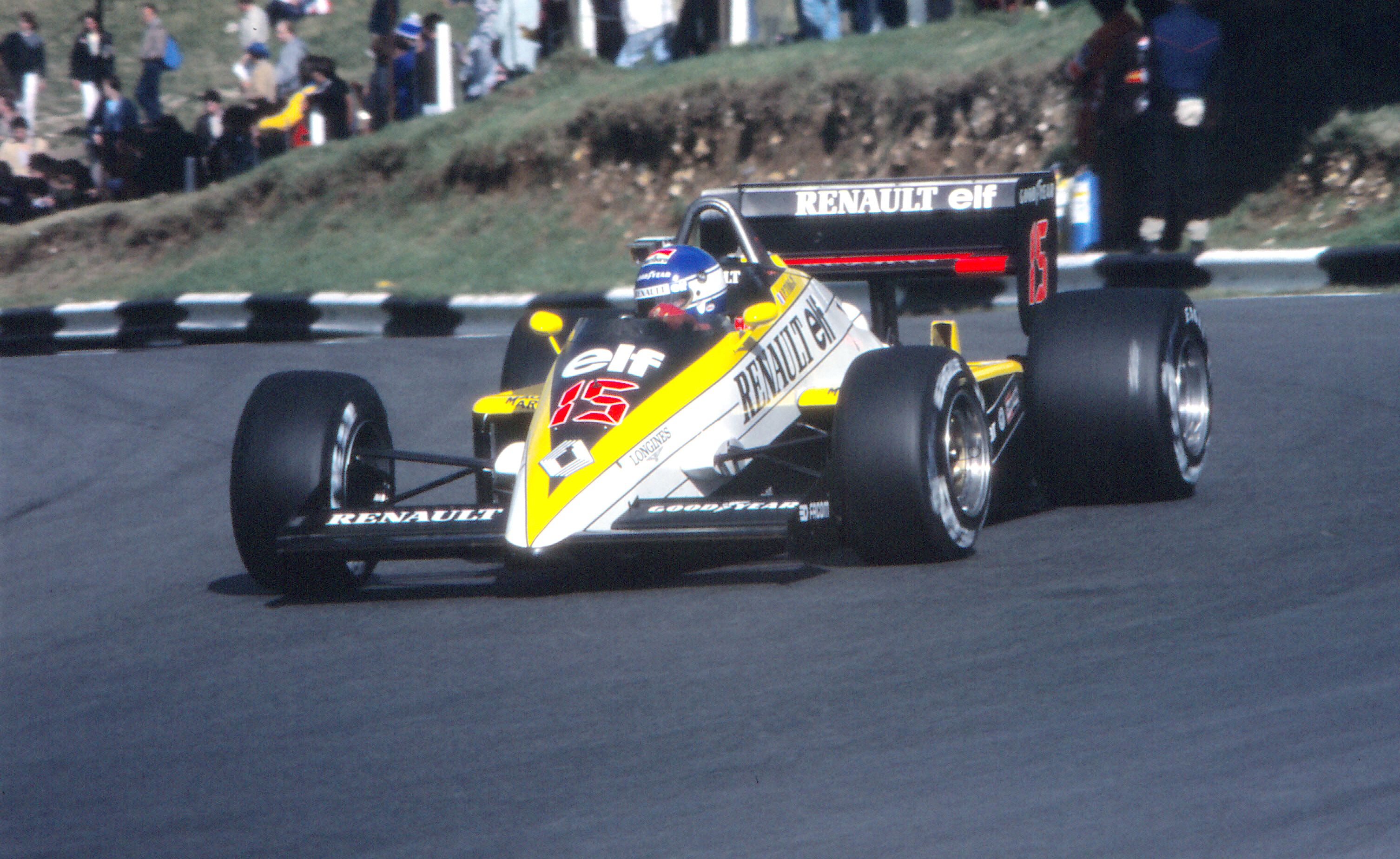
Tambay al GP d'Europa 1985 su Renault RE60B

Una versione aggiornata, la RE60B, è stata presentata al Gran Premio di Francia, ma non ottenne risultati migliori della precedente. Le vetture erano guidate da Patrick Tambay e Derek Warwick, gli stessi piloti della stagione 1984. I risultati migliori sono stati due terzi posti per Tambay, in Portogallo e a San Marino rispettivamente nella seconda e terza gara della stagione.
La Renault aveva deciso che finanziare un team di Formula 1 non valeva più la pena per sviluppare la tecnologia per le proprie vetture stradali e la cattiva reputazione generata dai pessimi risultati sportivi fu la goccia che fece traboccare il vaso.
L'auto è stata sostanzialmente un'evoluzione della RE50 del 1984, ma si rivelò meno efficace della sua antenata con Tambay che ottenne gli ultimi due podi per la squadra che aveva aperto la strada ai motori turbocompressi in Formula Uno nel 1977. Mentre il team e il motore turbo Renault avevano ottenuto successi nelle gare, non avevano mai vinto né il campionato costruttori né quello piloti.
La RE60 fu l'ultima vettura da F1 del team francese, che si dedicò poi solo come fornitore di motori alle altre scuderie, per poi tornare come costruttore con una propria vettura nel 2002.

## Risultati completi
| Anno | Team               | Motore       | Gomme | Piloti   |    |   |     |     |     |     |   |     |     |     |     |     |     |     |  |     | Punti | Pos. |
| ---- | ------------------ | ------------ | ----- | -------- | -- | - | --- | --- | --- | --- | - | --- | --- | --- | --- | --- | --- | --- |  | --- | ----- | ---- |
| 1985 | Equipe Renault Elf | Renault EF4B | G     | Hesnault |    |   |     |     |     |     |   |     | Rit |     |     |     |     |     |  |     | 16    | 7º   |
| 1985 | Equipe Renault Elf | Renault EF4B | G     | Tambay   | 5  | 3 | 3   | Rit | 7   | Rit | 6 | Rit | Rit | 10* | Rit | 7   | Rit | 12  |  | Rit | 16    | 7º   |
| 1985 | Equipe Renault Elf | Renault EF4B | G     | Warwick  | 10 | 7 | 10* | 5   | Rit | Rit | 7 | 5   | Rit | Rit | Rit | Rit | 6   | Rit |  | Rit | 16    | 7º   |

| Legenda | 1º posto     | 2º posto | 3º posto    | A punti         | Senza punti/Non class.  | Grassetto – Pole position Corsivo – Giro più veloce |
| Legenda | Squalificato | Ritirato | Non partito | Non qualificato | Solo prove/Terzo pilota | Grassetto – Pole position Corsivo – Giro più veloce |

- Indica quei piloti che non hanno terminato la gara ma sono ugualmente classificati avendo coperto, come previsto dal regolamento, almeno il 90% della distanza totale.